# Svatyně Udžigami

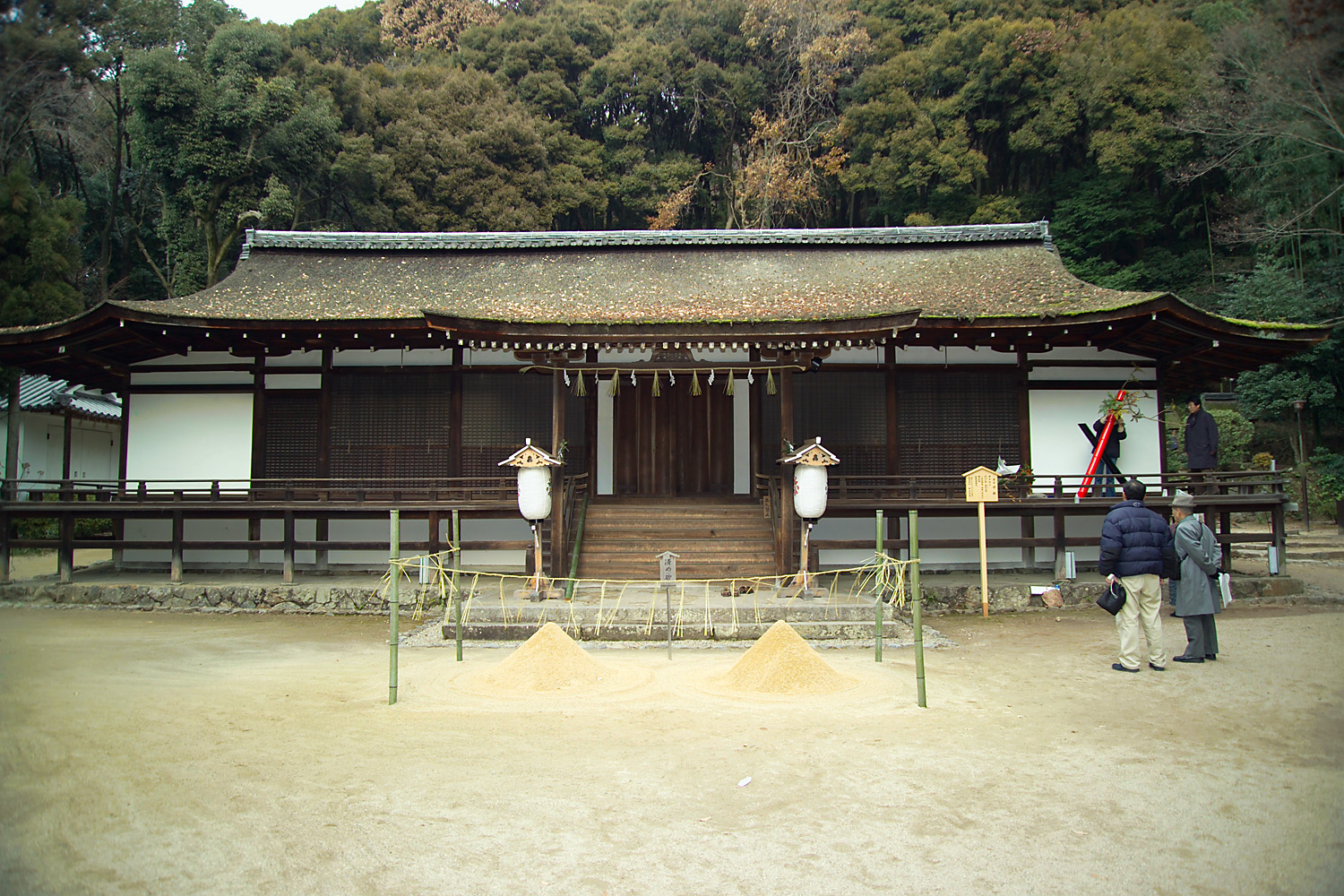
Modlitební budova (haiden) svatyně Udžigami

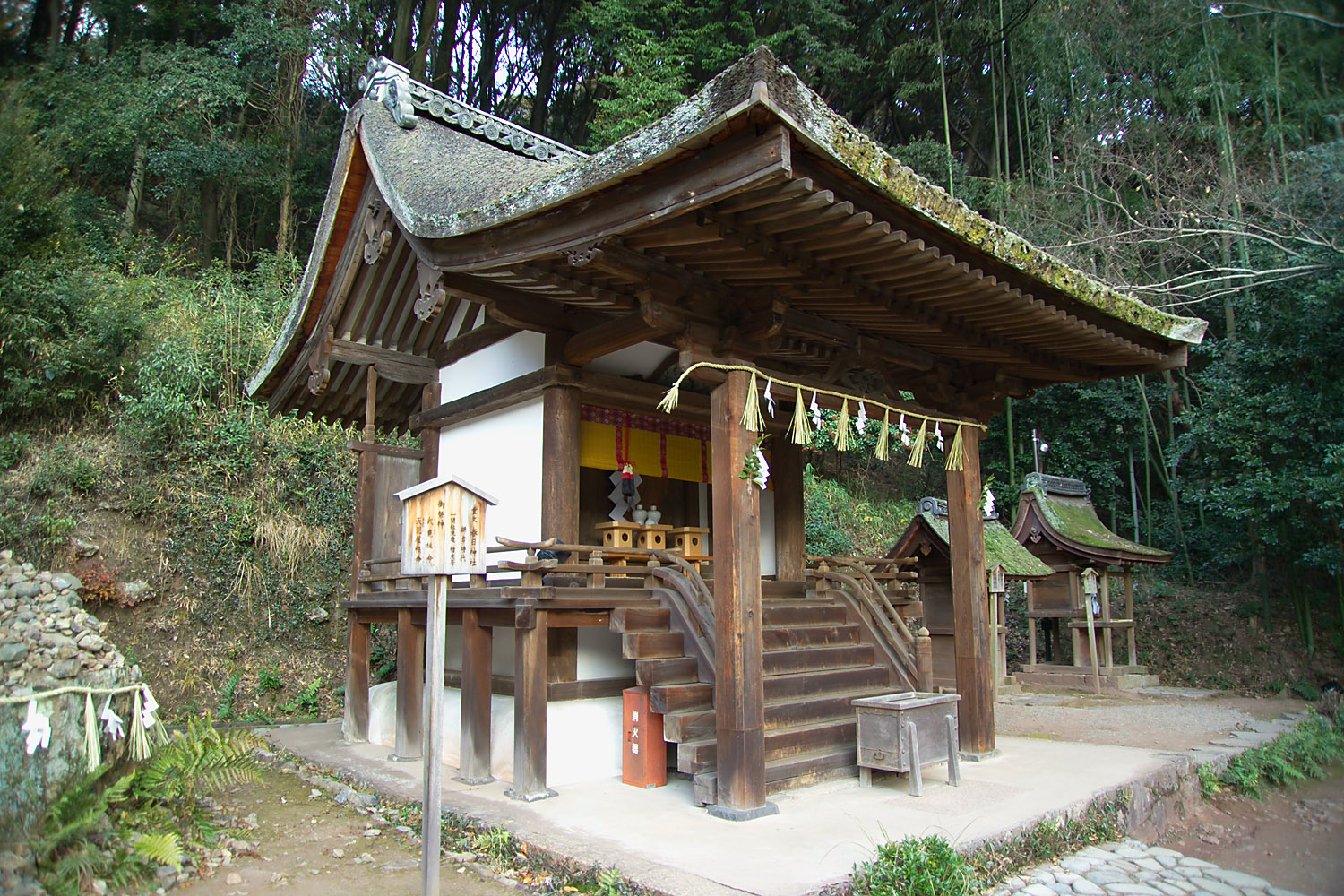
Svatyně Kasuga na půdě Udžigami-džindži

Svatyně Udžigami (japonsky: 宇治上神社, Udžigami-džindža) je šintoistická svatyně ležící na úpatí hory Asahijama na východním břehu řeky Udžigawa ve městě Udži v prefektuře Kjóto v Japonsku.
Leží přímo naproti chrámu Bjódóin, pro který byla původně postavena jako strážní svatyně.
Hlavní budova (honden) svatyně byla postavena ve stylu Ikken-šanagare-zukuri v pozdním období Heian, což z ní dnes činí nejstarší dochovanou hlavní budovu šintoistické svatyně. Sousední modlitebna (haiden) přestavěná na počátku období Kamakura je rovněž nejstarší modlitební budovou šintoistické svatyně a spolu s hlavní budovou byla prohlášena za japonský národní poklad.
Od roku 1994 jsou svatyně spolu s několika dalšími památkami v Kjótu zapsány na Seznam světového dědictví UNESCO pod názvem „Památky na starobylé Kjóto“.